# 薩拉馬托夫 (阿拉斯加州)
薩拉馬托夫（英語：Salamatof）是位於美國阿拉斯加州基奈半島自治市鎮的一個非建制地區和人口普查指定地區。根據2010年美國人口普查，該地人口為980人，而該地的面積約為21.30平方千米。

## 地理
薩拉馬托夫的座標為60°35′36″N 151°18′38″W / 60.59333°N 151.31056°W，而該地的平均海拔高度為31米（即102英尺）。